# Atuty zguby
Atuty zguby (tyt. oryg. Trumps of Doom) – szósty tom serii powieści fantasy Kroniki Amberu autorstwa Rogera Zelazny’ego, a zarazem pierwsza część podcyklu Kronik Merlina. Po raz pierwszy została wydana w 1985 roku, w USA przez Arbor House. W Polsce ukazała się nakładem wydawnictwa Iskry w roku 1993, w przekładzie Piotra Cholewy.

## Fabuła
Merlin jako Merle Corey przebywa w Cieniu-Ziemi, by tam zdobywać wiedzę i pogłębiać swoje umiejętności. Zostaje specjalistą w dziedzinie komputerów i postanawia wykorzystać te zdolności do budowy, w jednym z odległych Cieni, urządzenia nazwanego przez niego Kołem Upiorów (Ghostwheelem). Ma to być specyficzny komputer, który według jego planów jest rodzajem parapsychicznego systemu kontrolnego i biblioteki.
Podczas pobytu na Ziemi, jakaś nieznana mu osoba organizuje zamachy na jego życie, corocznie 30 kwietnia. W końcu postanawia odkryć i zneutralizować zamachowca, ale wplątuje się w wydarzenia, których skutkiem jest śmierć jego byłej dziewczyny z Ziemi Julii, a pośrednio również jego wuja Caine’a zabitego w innym Cieniu-Deiga. Wraca do Amberu na jego pogrzeb i opowiada o swoim projekcie Ghostwheel swojemu stryjowi – królowi Randomowi. Ten każe mu wyłączyć to urządzenie ze względu na brak zabezpieczeń i ogromne możliwości, które mogłyby być wykorzystane przez wrogów Amberu.
Po drodze okazuje się, że komputer sam próbuje zatrzymać Merlina, stawiając na jego drodze różnego rodzaju pułapki. Spotyka także swojego tajemniczego przyjaciela z Ziemi – Lucasa Reynarda, który ostatecznie okazuje się szukającym zemsty synem zabitego przed laty wuja Branda. On właśnie zamyka Merlina w kryształowej grocie, by samemu przejąć kontrolę nad Kołem Upiorów.

## Wydania w Polsce
- Atuty zguby, wyd. Iskry 1993, tł. Piotr Cholewa, ISBN 83-207-1431-1.
- Atuty zguby, wyd. Zysk i S-ka 2001, tł. Piotr Cholewa, ISBN 83-7298-015-2.